# Algoritmiki
Algoritmiki so bili v srednjem veku privrženci novih računskih metod, ki naj bi bile boljše od abakusa. Bili so razširjeni predvsem po arabskem svetu in Grčiji.